# ابن مناذر
محمد بن مُناذر (؟ -۸۱۴م) شاعر عرب مخضرم اموی-عباسی در سدهٔ دوم هجری بود. از مردم عدن، یمن بود و به بصره کوچید و آنجا فقه، حدیث و ادبیات آموخت. در زمان منصور شهرت یافت. به مدح برمکیان و هارون‌الرشید پرداخت و بسیار از این راه درآمد داشت. ابن مناذر در ابتدا خوش‌بیان بوده و در مسجد بصره به آموزش مشغول بود؛ سپس بسیار به نزاع آرای علما پرداخت، خلیل بن احمد و ابان لاحقی را نقد نمود. سپس به‌عنوان «زندیق دهری» نزد خاصه و عام شهرت یافت.